# لوروا هاتسون
لوروا هاتسون (بالإنجليزية: Leroy Hutson)‏ هو موسيقي وكاتب أغاني ومنتج أسطوانات ومغني وعازف بيانو أمريكي، ولد في 4 يونيو 1945 في نيوآرك في الولايات المتحدة.

## وصلات خارجية
- الموقع الرسمي
- لوروا هاتسون على موقع IMDb (الإنجليزية)
- لوروا هاتسون على موقع ميوزك برينز (الإنجليزية)
- لوروا هاتسون على موقع أول ميوزيك (الإنجليزية)
- لوروا هاتسون على موقع ديسكوغز (الإنجليزية)